# Hans Jörg Mang
Hans Jörg Mang (* 4. Februar 1931 in Ludwigshafen am Rhein; † 5. Februar 2007) war ein deutscher Kernphysiker.

## Leben
Als Sohn des Bankprokuristen Rudolf Mang und seiner Ehefrau Charlotte Büttner studierte er in Mainz und Heidelberg Physik. Die Promotion erlangte er 1957 mit dem Thema Theorie des alpha-Zerfalls, wobei er die Theorie des Schalenmodells des Atomkerns auf den Alpha-Zerfall anwandte.
Bei einem Gastaufenthalt am Radiations Laboratory – heute: Lawrence Berkeley National Laboratory (LBNL) stellte er Berechnungen der Deformation von Atomkernen an, wobei er die Hartree-Fock-Bogoliubow-Methode anwendete. Weiterhin berechnete er das Auftreten der Superfluidität bei Atomkernen.
Die Habilitation legte er 1961 in Heidelberg ab. Von 1961 bis 1964 lehrte er als Privatdozent an der Universität Heidelberg.
Von 1964 bis 1992 war er an der Technischen Universität München als Ordinarius für Theoretische Physik tätig. Hier errang er mit seinen Arbeiten zur mikroskopischen Theorie der Struktur und der Reaktionen von Atomkernen internationale Anerkennung.
Unter Berücksichtigung der Hartree-Fock-Bogliubow-Methode stellte er mikroskopische Betrachtungen bei Atomkernen im rotierenden System an. Die dabei erlangten Methoden stellten ein standardisiertes Verfahren zur Darstellung von Phänomenen des Hochspinverhaltens von Atomkernen dar.
Seit 1957 führte er eine Ehe mit Carola Lehn, aus der zwei Kinder (Daniel und Belisa) hervorging.
Sein Grab liegt auf dem Friedhof von Garching.

## Schriften
- Zur Theorie des a-Zerfalls, 1959